# 뉴웨이브 레코즈
뉴웨이브 레코즈는 한국 힙합 래퍼 비프리와 더블케이가 설립한 공동 레이블이다. 현재 비프리 혼자서 대표로 운영하고 있다.
뉴웨이브 레코즈 소속 아티스트들은, 뉴웨이브 단어를 변형한 말로, '신파(新波)', '새로운 물결'으로도 부르고 있다.

## 디스코그래피

### 정규/EP/믹스테잎/기타 앨범
- 2016년 8월 3일 : Fresh Berry - Under The Rain
- 2016년 10월 10일 : Dbo (래퍼) - Arter 7
- 2016년 12월 23일 : 비프리 - Free From Seoul Deluxe Version
- 2018년 8월 5일 : 비프리 - MacGyver
- 2018년 10월 17일 : 제레미 퀘스트 - BEFORE THE QUEST
- 2019년 8월 27일 : 비프리 - FREE FROM HELL
- 2020년 11월 15일 : 비프리 - FREE THE BEAST
- 2021년 1월 5일 : Sticky Mafia - CHRISTMAS VOLUME 1
- 2021년 3월 13일 : 권기백 - 보라타운 MIXTAPE
- 2021년 6월 9일 : 권기백, EYO - PARTY SONG EP
- 2021년 7월 29일 : 권기백 - 권기백 1집
- 2021년 9월 11일 : IAMMONEY, BUSYNESSBOY - IAMMONEY VS BUSYNESSBOY
- 2021년 9월 30일 : KING SOUTH G - 정규 1집 "보호관찰"
- 2021년 10월 17일 : 비프리, 권기백, IAMMONEY, BUSYNESSBOY, KING SOUTH G - New Wave Compilation Vol.1
- 2021년 11월 20일 : 권기백 - 인간 쓰레기 매립지 2021 MIXTAPE
- 2021년 12월 31일 : 권기백 - COREA’S MOST WANTED "THE UNDERGROUND HARDCORE TAPE VOL. 1"
- 2022년 2월 16일 : 비프리 - FREE THE BEAST 2
- 2022년 3월 26일 : 권기백 - Dirty South Korean "THE UNDERGROUND HARDCORE TAPE VOL.2"
- 2022년 4월 16일 : KING SOUTH G - King South Quatch EP
- 2022년 6월 19일 : IAMMONEY, BUSYNESS MANE - BUSYNESS MANE X IAMMONEY "BUSYNESS MONEY VS THE WORLD"

### 싱글
- 2016년 6월 14일 : Dbo (래퍼) - 좋잖아
- 2016년 6월 25일 : 비프리 - Shadow
- 2016년 7월 6일 : 비프리 - NEW WAVE
- 2016년 8월 15일 : 비프리 - FREEDOM
- 2016년 8월 30일 : 비프리 - Homies
- 2016년 11월 20일 : Fresh Berry - Celebrate
- 2017년 2월 10일 : Mike Kills - Yaya
- 2017년 3월 25일 : Mike Kills - Frown
- 2017년 6월 23일 : 비프리 - Final Destination
- 2017년 7월 21일 : 비프리 - The Mist (Feat. Jeremy Quest)
- 2017년 8월 15일 : Dbo (래퍼) - 엄청나 (Amazing)
- 2017년 11월 8일 : 비프리 - Love It
- 2018년 1월 27일 : 비프리 - Cold World
- 2018년 3월 24일 : 비프리 - Tron
- 2018년 10월 22일 : 비프리 - 전설의 고향
- 2018년 12월 24일 : 비프리 - Wild Wild West (트리플 싱글)
- 2019년 1월 22일 : 비프리 - Shinna
- 2019년 6월 25일 : 비프리 - Warning
- 2019년 12월 31일 : 비프리 - Congratulations
- 2020년 1월 23일 : 비프리 - 안녕
- 2020년 4월 25일 : 비프리 - FRIENDS
- 2020년 6월 25일 : 비프리 - 부활절
- 2020년 9월 6일 : 비프리 - DRACULA 2020
- 2021년 7월 1일 : 비프리 - 인공지능 허수아비
- 2021년 9월 1일 : KING SOUTH G - 폭주
- 2021년 8월 15일 : 비프리 - 멸종
- 2022년 2월 20일 : IAMMONEY, BUSYNESSBOY - 강남클러버
- 2022년 6월 5일 : NEW WAVE SEOUL (뉴웨이브 레코즈의 또 다른 명칭) 비프리, KING SOUTH G, 권기백 - 범인(Criminal) (feat. IAMMONEY, BUSYNESS MANE) (prod. FREETHEBEAST)
- 2022년 6월 6일 : 비프리 - 정치인

## 소속 아티스트
- 비프리
- 권기백
- KING SOUTH G

## 과거 소속 아티스트
- 더블케이
- Fresh Berry
- dbo (래퍼)
- Mike Kills
- 제레미 퀘스트
- IAMMONEY
- BUSYNESSBOY